# Orthizema triannulatum

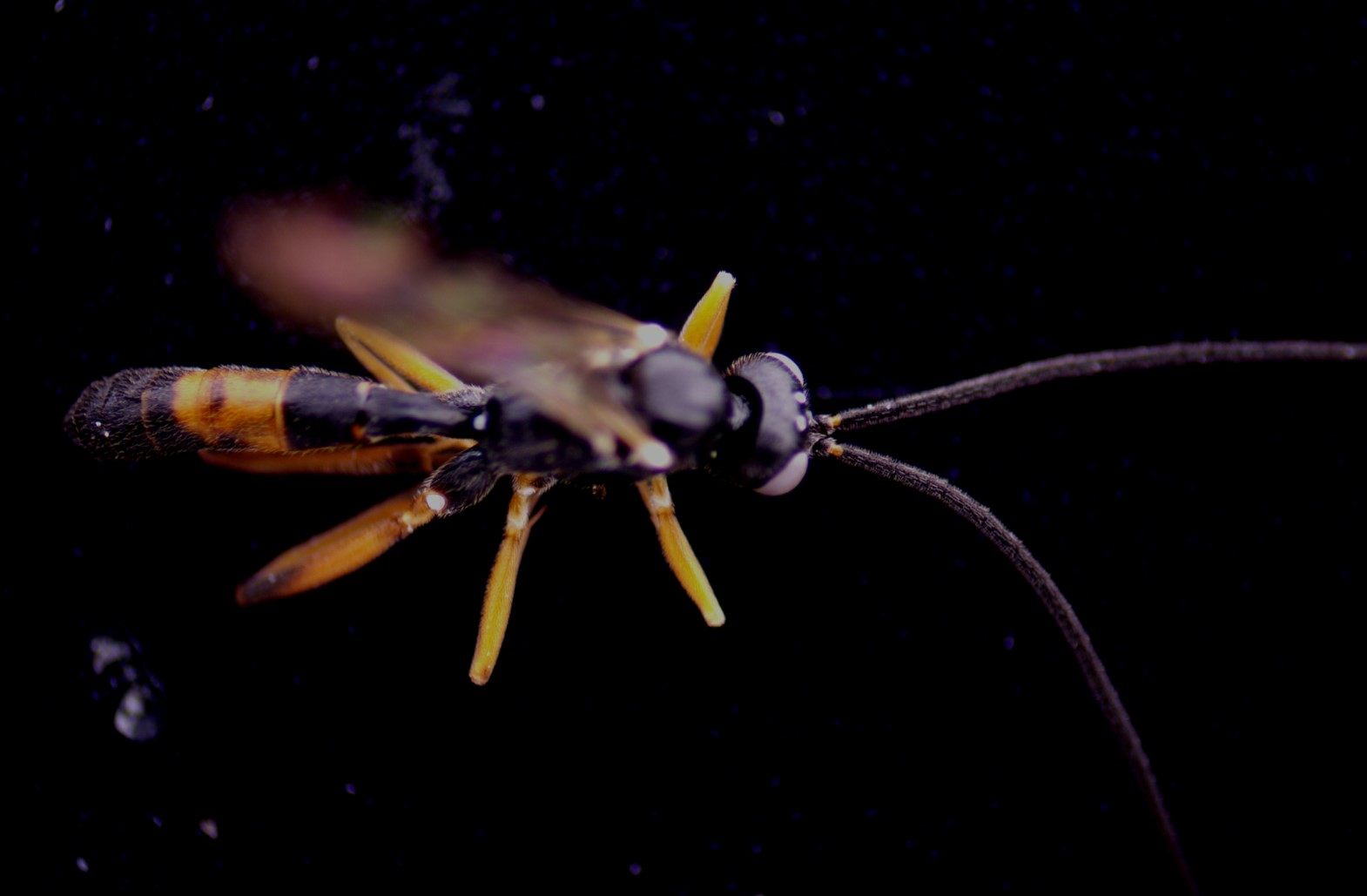
Dorsalansicht

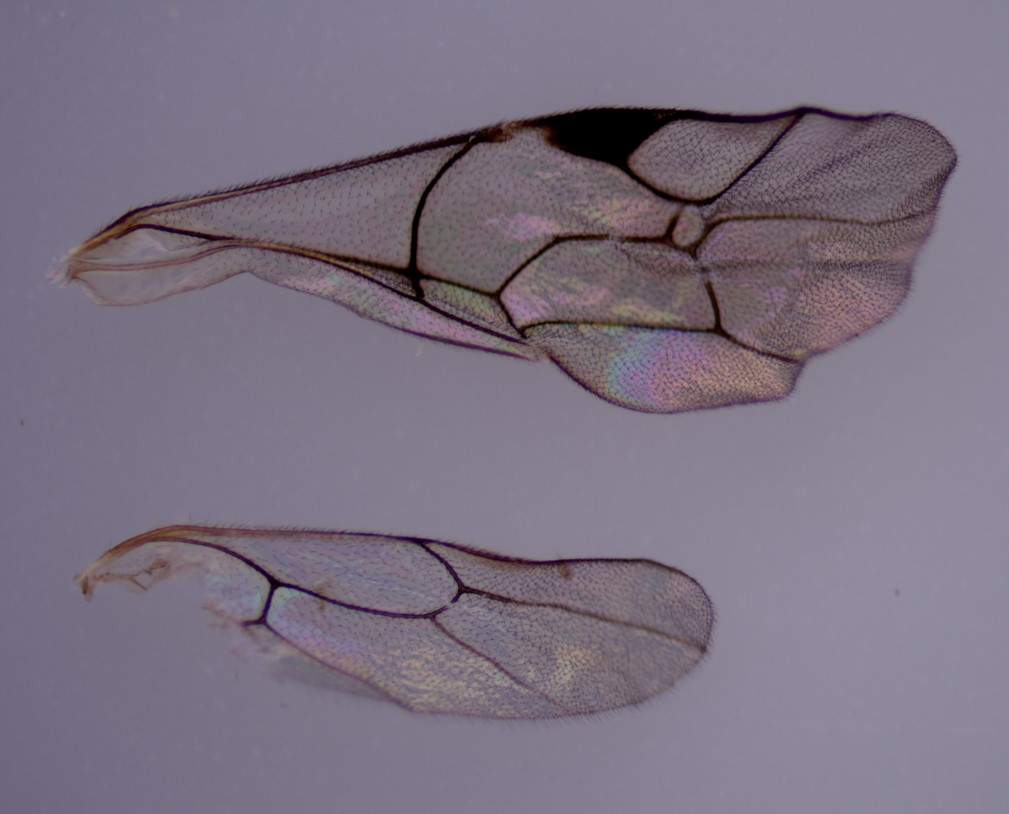
Flügel

Orthizema triannulatum ist eine Schlupfwespe aus der Unterfamilie der Phygadeuontinae. Die Art wurde von dem schwedischen Entomologen Carl Gustaf Thomson im Jahr 1884 als Hemiteles triannulatus erstbeschrieben. Das lateinische Art-Epitheton triannulatum bedeutet „dreifach geringt“. Dieses bezieht sich offenbar auf die Färbung der Fühler der Weibchen.

## Merkmale
Bei Orthizema triannulatum sind nur makroptere Weibchen bekannt. Diese sind 5–6 mm lang. Sie besitzen eine schwarze Grundfärbung. Das dritte Fühlerglied ist 3,8–5 mal so lang wie breit und gewöhnlich vollständig gelbrot gefärbt. Die dreifarbigen Fühler weisen einen weißen Ring auf. Das zweite und dritte Gastertergit sind gewöhnlich vollständig gelbrot gefärbt. Die Beine sind ebenfalls gelbrot gefärbt. Der Clypeus ist ohne Zahn. Frons und Mesonotum sind fein gerunzelt und matt. Der Metathorax ist glatt und glänzend. Die Area superomedia ist lang, die Costula befindet sich vor der Mitte. Das erste Tergit ist nadelrissig, das zweite und das dritte sind dicht und fein punktiert. Der Bohrer ist so lang wie das erste Tergit. Die Vorderflügel weisen zwei schwache dunkle Querbinden auf.
Die Männchen sind 4–5 mm lang. Sie besitzen eine schwarze Grundfärbung. Die Fühler weisen eine 22-gliedrige Geißel auf und sind fast vollständig schwarz. Lediglich das erste Geißelglied ist basal gelbrot gefärbt. Die Hinterleibsmitte ist gelbrot gefärbt. Das Mesonotum ist matt und meist fein behaart. Der Clypeus ist in der Mitte ohne Zahn. Der Metathorax ist glatt und glänzend. Die Mesopleuren (seitlich sitzende Sklerite) sind gestreift. Die Beine sind gelbrot gefärbt. Die Coxae sind teilweise oder vollständig verdunkelt. Die Flügel sind hyalin. Die Vorderflügel besitzen ein fünfeckiges Areolet (kleine Flügelzelle), das nach außen hin geöffnet ist.

### Ähnliche Arten
Orthizema subannulatum ist mit Orthizema triannulatum eng verwandt. Laut Schwarz & Shaw (2011) und Schwarz (2018) sind die Weibchen beider Arten nicht immer sicher zu trennen und es ist fraglich, ob es sich tatsächlich um getrennte Arten handelt. Als ein Unterscheidungskriterium gilt das Längen-Breitenverhältnis des dritten Fühlergliedes der Weibchen. Dieses liegt bei O. subannulatum laut Literatur zwischen 3,1 und 4.

## Verbreitung
Orthizema triannulatum besitzt eine westpaläarktische Verbreitung. Nachweise der Art gibt es aus Mitteleuropa, Fennoskandinavien, England und Osteuropa sowie aus Georgien im Nord-Kaukasus.

## Lebensweise
Die Imagines von Orthizema triannulatum werden von April bis September beobachtet. Man findet sie in Waldgebieten. Über die Lebensweise von Orthizema triannulatum ist offenbar wenig bekannt. Es lässt sich jedoch aufgrund der Kenntnisse verwandter Arten sagen, dass Orthizema triannulatum ein idiobionter solitärer Ektoparasitoid ist. Mögliche Wirte sind Schmetterlingsraupen, die geschützt in einem Raupensack leben.